# Loi de Darcy
Pour les articles homonymes, voir Darcy.
La loi de Darcy est une loi physique qui exprime le débit d'un fluide incompressible filtrant au travers d'un milieu poreux. La circulation de ce fluide entre deux points est déterminée par la conductivité hydraulique ou le coefficient de perméabilité du substrat et par le gradient de pression du fluide. Dans le cas d'un cours d'eau ou d'un réservoir alimentant une nappe, ce gradient est lié à la hauteur de l'eau.

## Histoire
Cette loi a été établie en 1856 par Henry Darcy, après qu'il eut réalisé diverses expérimentations visant à déterminer les lois régissant « l'écoulement de l'eau à travers le sable »,,. Les bases expérimentales de Darcy ont ensuite pu être confirmées par exemple par le traçage isotopique et justifiées par la théorie par la méthode de prise de moyenne volumique ou par homogénéisation comme correspondantes à un écoulement de Stokes en milieu poreux.
Un an plus tard, dans une seconde publication, Darcy propose une interprétation de la loi en termes d'ensemble de microcanaux, anticipant ainsi les modélisations ultérieures de la perméabilité.
150 ans plus tard, la loi de Darcy et ses dérivées jouent encore un rôle majeur en hydrogéologie et notamment dans le domaine de l'hydraulique souterraine. Elles ont d'abord été utilisées pour évaluer les propriétés hydrauliques de différents types de substrats, les débits potentiels d'écoulements souterrains de l'eau (ou d'un autre liquide), verticalement à travers le sol ou une couche géologique (stratifiée ou karstique notamment) par exemple vers une nappe phréatique sous-jacente ou vers un captage d'eau dont on voudrait savoir à partir de quel débit il risquerait de ne plus être alimenté, ou de manière générale au travers d'un milieu poreux (par exemple une roche calcaire, du sable ou au travers d'un barrage en terre, ou dans la terre située sous un barrage). Elles ont ensuite notamment été utilisées pour déterminer les aires d'alimentation (et le cas échéant de protection) de captage d'eau souterraine,.
Dans la réalité, à grande échelle, le substrat est rarement isotrope mais hétérogène et parfois faillé, avec un coefficient moyen de perméabilité qui varie rapidement dans l'espace voire dans le temps (en zone sismiquement active par exemple ou dans un sédiment jeune), ce pourquoi les physiciens ont aussi exploré (depuis la fin du XXe siècle) des approches de « géostatistique appliquée à l'écoulement et au transport en milieu poreux et reposant sur la prise en compte des propriétés du milieu de manière stochastique ».

Schéma de l'équipement utilisé par Darcy pour les essais « à charge constante » dans le calcul de la perméabilité.

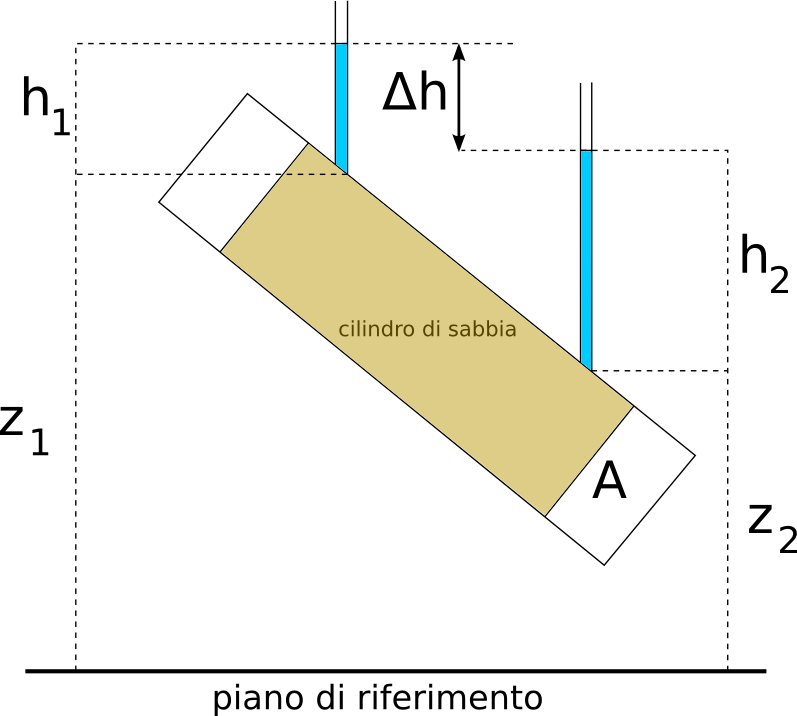
Cylindre incliné plein de sable, traversé par de l'eau, utilisée pour l'une des démonstrations de la loi dite « loi de Darcy ».

## Formulation
La loi de Darcy telle qu'elle a été formulée par Henry Darcy en 1856 dans l'appendice D de son célèbre ouvrage Les Fontaines publiques de la ville de Dijon, exprime le débit Q d'un fluide incompressible qui s'écoule en régime stationnaire au travers d'un milieu poreux de section A et de longueur L sous l'effet d'une différence de charge ΔH, avec :
{\displaystyle Q=KA{\frac {\Delta H}{L}}}
- Q : le débit volumique (m3/s) filtrant ;
- K : la conductivité hydraulique ou « coefficient de perméabilité » du milieu poreux (m/s), qui dépend à la fois des propriétés du milieu poreux et de la viscosité du fluide ;
- A : la surface de la section étudiée (m2) ;
- {\displaystyle {\frac {\Delta H}{L}}} : le gradient hydraulique, où ΔH est la différence des hauteurs piézométriques en amont et en aval de l'échantillon, L est la longueur de l'échantillon.

## Généralisation

### Formulation vectorielle locale
Initialement globale (valable pour un milieu poreux homogène et un écoulement uniforme), la formulation de la loi de Darcy devint rapidement locale, généralisée à des écoulements tridimensionnels et à des milieux non saturés. Pour un milieu non saturé, la conductivité dépend de la teneur en eau. La loi de Darcy devient :
{\displaystyle {\vec {q}}=-K(h)\cdot {\vec {\nabla }}{H}}
où
- {\displaystyle H} représente la charge totale ou potentiel total de l'eau par unité de poids (m=J/N). La charge totale est égale à la somme des charges matricielles et gravitationnelles {\displaystyle H=h+z} ;
- {\displaystyle h} représente le potentiel matriciel par unité de poids (m=J/N) ;
- {\displaystyle K(h)} est un tenseur donnant la conductivité hydraulique du milieu poreux en fonction de la charge matricielle ;
- {\displaystyle {\vec {q}}} est la vitesse de Darcy ou de filtration (vecteur flux volumique de fluide) (m³/m²/s=m/s).

La résolution locale de la loi de Darcy la rend applicable à des corps poreux hétérogènes et à des écoulements non uniformes.

### Fluide compressible
La loi de Darcy est aujourd'hui généralisée à des fluides compressibles en l'exprimant selon les propriétés intrinsèques du milieu poreux et du fluide :
{\displaystyle {\vec {q}}=-{\frac {k}{\mu }}({\vec {\nabla }}p-\rho {\vec {g}})}
où
- {\displaystyle {\vec {q}}} est la vitesse de Darcy ou de filtration (vecteur flux volumique de fluide) (m/s) ;
- {\displaystyle p} la pression (kg/(m.s2)) ;
- {\displaystyle \rho } la masse volumique du fluide (kg/m3) ;
- {\displaystyle \mu } sa viscosité dynamique (kg/(m.s)) ;
- {\displaystyle {\vec {g}}} le vecteur accélération de la pesanteur (m/s2) ;
- {\displaystyle k} la perméabilité (m2), pouvant avoir un caractère tensoriel, dépendant uniquement du milieu poreux.

Sous cette forme généralisée, la loi de Darcy est vérifiée par l’expérience sous certaines conditions : les déformations du milieu poreux doivent être négligeables, et l’écoulement du fluide, à l’échelle des pores, doit être bien décrit par les équations de Stokes. Cela suppose un écoulement suffisamment lent, c'est-à-dire des nombres de Reynolds faibles, sous des conditions stationnaires.
Cette loi, valable à l'échelle macroscopique (c'est-à-dire lorsque l'on ne cherche pas à représenter la géométrie de la matrice poreuse) peut être retrouvée en effectuant la prise de moyenne volumique du problème de Stokes qui régit l'écoulement à l'échelle du pore (c'est-à-dire lorsque l'on représente le fluide et la structure solide). En plus de démontrer la loi de Darcy, cette méthode permet également d'évaluer la perméabilité du milieu poreux via la résolution de problèmes de fermeture.

## Loi de Darcy-Forchheimer
Lorsque le débit est important les effets inertiels peuvent être pris en compte par l'intermédiaire d'une correction faisant intervenir le nombre de Reynolds basé sur la longueur caractéristique {\displaystyle {\sqrt {k}}} :
{\displaystyle Re_{k}={\frac {\rho \,||{\vec {q}}||{\sqrt {k}}}{\mu }}}
Cette correction s'exprime dans la loi de Darcy-Forchheimer de la façon suivante :
{\displaystyle k({\vec {\nabla }}p-\rho {\vec {g}}\,)=-\mu {\vec {q}}\,(1+\alpha Re_{k})}
Le coefficient {\displaystyle \alpha } est dénommé nombre d'Ergün ou de Ward. Il est de l'ordre de 0.5.

## Loi de Darcy-Klinkenberg
La loi de Darcy-Klinkenberg exprime la perméation d'un gaz en régime raréfié, c'est-à-dire lorsque le libre parcours moyen de la molécule est du même ordre de grandeur que la taille caractéristique du pore. Dans le cas général cette loi s'exprime de la façon suivante :
{\displaystyle {\vec {q}}=-\rho {\mathcal {D}}\left[{\frac {{\vec {\nabla }}p}{p}}+(\alpha _{T}-1){\frac {{\vec {\nabla }}T}{T}}\right]}
{\displaystyle \alpha _{T}} s'appelle coefficient de transpiration thermique. Il varie de 0.5 en régime balistique (pas de collision entre particules) à 1 pour le régime continu. L'équation obtenue dans ce dernier cas est la loi de Darcy avec une perméabilité {\displaystyle k={\frac {\mu {\mathcal {D}}}{p}}}.

## Conductivité hydraulique

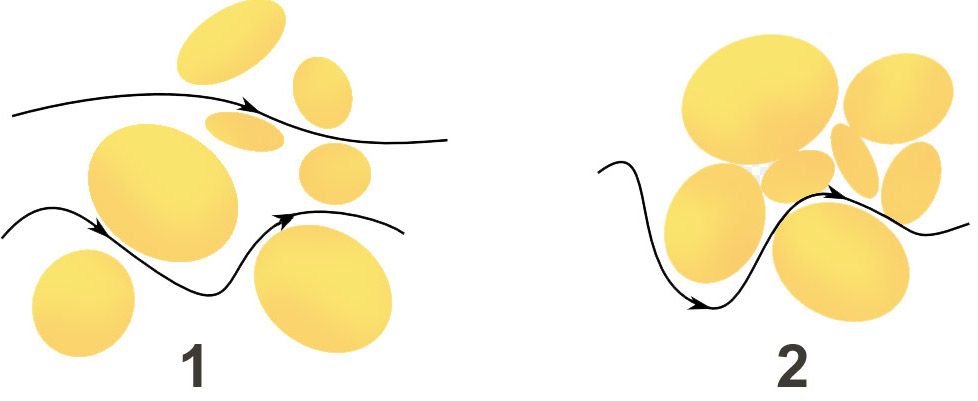
La porosité d'un substrat poreux et sa conductivité hydraulique K sont notamment déterminés par la taille des grains et la taille des interstices entre ces grains, ainsi que par la communication entre ces interstices.
Ici, un même fluide incompressible cheminera plus facilement et plus rapidement dans la situation 1 que dans la situation 2
En réalité, les pores peuvent aussi parfois se colmater (si le fluide est chargé), ou s'agrandir (si le fluide est solubilisant pour le matériau ; une eau acide dans un substrat calcaire par exemple).

La conductivité hydraulique K (m/s) est un coefficient dépendant des propriétés du milieu poreux où l’écoulement a lieu (granulométrie, forme des grains, répartition et forme des pores), des propriétés du fluide concerné par les écoulements (viscosité, masse volumique) et de la saturation du milieu poreux. Elle s'exprime en fonction des propriétés intrinsèques du milieu poreux et du fluide :
{\displaystyle K={\frac {k\,\rho \,g}{\mu }}}
avec :
- {\displaystyle k} : la perméabilité intrinsèque du milieu poreux (m2) ;
- {\displaystyle \rho } : la masse volumique du fluide (kg/m3) ;
- g : l'accélération de la pesanteur (m/s2) ;
- {\displaystyle \mu } : la viscosité dynamique du fluide (Pa s).

La conductivité hydraulique (et la perméabilité intrinsèque) est une fonction strictement décroissante du taux de saturation du milieu poreux ou du potentiel matriciel. Lorsque le milieu est saturé en eau ({\displaystyle h\geqq 0}), cette propriété est appelée conductivité hydraulique à saturation Ksat .

## Vitesse de Darcy
La « vitesse de Darcy » {\displaystyle {\vec {v}}_{Darcy}} est le rapport du débit filtrant {\displaystyle {\vec {Q}}} par la surface filtrante {\displaystyle A} (perpendiculaire au flux). Elle est inférieure à la vitesse de pore {\displaystyle {\vec {v}}_{pore}} avec laquelle le fluide s'écoule en moyenne au sein du milieu poreux : ces deux vitesses sont liées par la porosité utile du matériau {\displaystyle \Phi }.
{\displaystyle {\vec {v}}_{Darcy}={\frac {\vec {Q}}{A}}={\vec {v}}_{pore}\,\Phi }
La porosité est l'expression du rapport du volume de vide (pores) sur le volume total du matériau considéré. Une perméabilité élevée exige une bonne porosité mais l'inverse n'est pas vrai. Une roche très poreuse peut avoir une perméabilité très faible (argiles par exemple). Ce genre de phénomènes trouve son explication au travers de l'équation de Kozeny-Carman. Cette dernière relie la perméabilité à la porosité du matériau au travers de grandeurs statistiques décrivant la géométrie et la répartition des pores.

## Enjeux et applications courantes

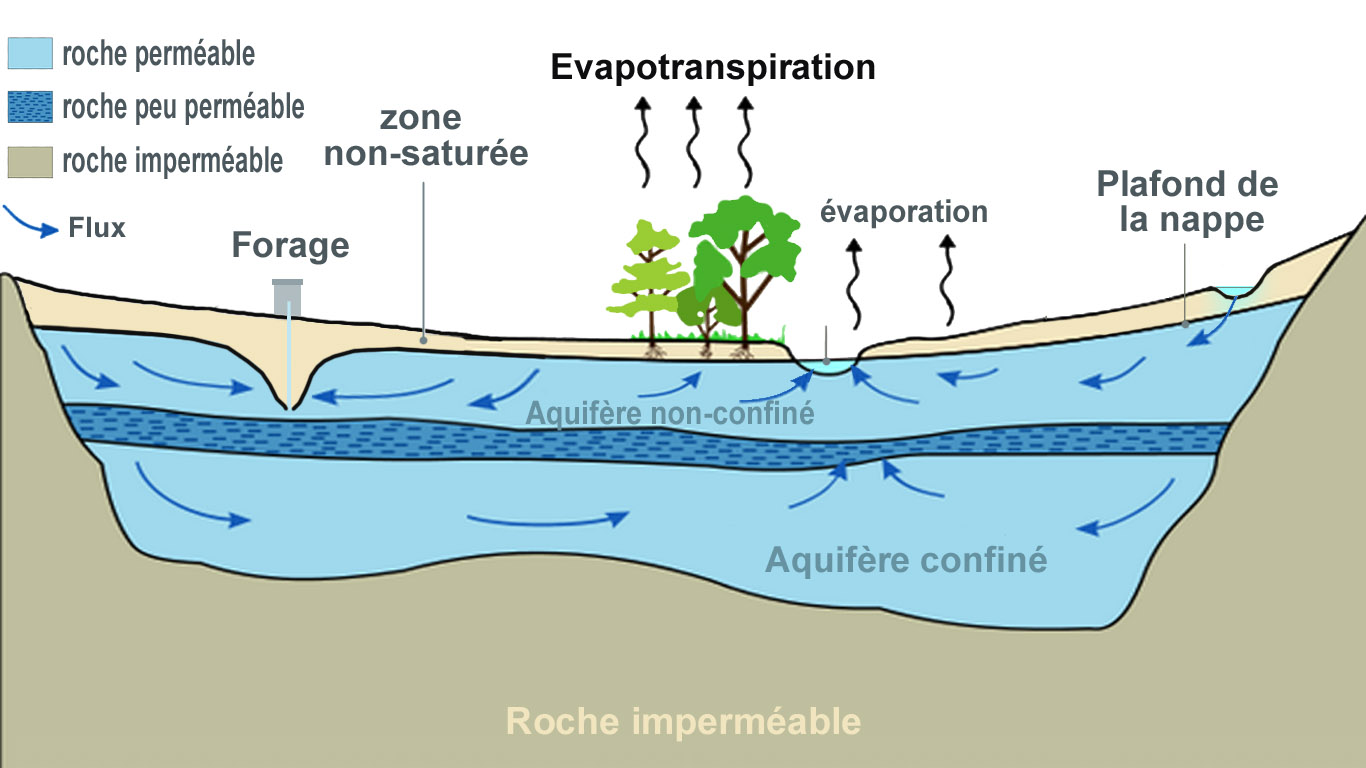
Schéma présentant dans le cycle de l'eau quelques-unes des situations et des flux souterrains d'eau que la loi de Darcy a aidé à comprendre et modéliser (voir quelques cas particuliers détaillés ci-dessous).

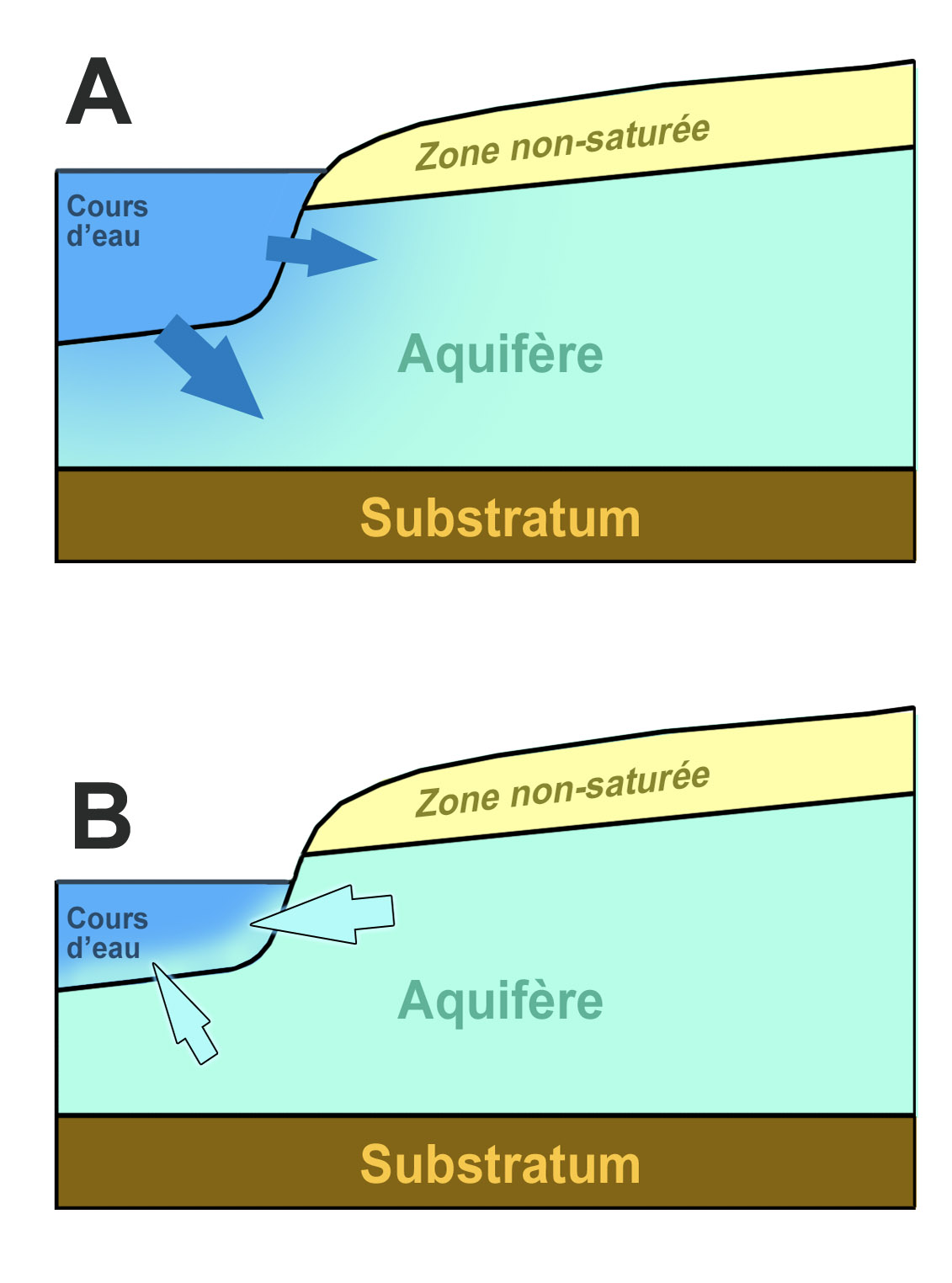
Deux exemples (vues en coupe) de situation de déséquilibre par rapport à l'équilibre piézométrique.
A : le niveau du cours d'eau est plus haut que celui de la nappe phréatique (par exemple à la suite d'une crue) ou en amont d'un seuil ou d'un barrage. Un flux d'eau (avec transfert éventuel de calories, de frigories, de sels ou nutriments) s'établit de la rivière vers la nappe (et s'il en existe vers des compartiments sous-fluviaux), jusqu'à ce que l'équilibre piézométrique se rétablisse.
B : Le niveau de la rivière est plus bas que celui de la nappe (à l'étiage par exemple). Dans ce cas, c'est la nappe qui va alimenter le cours d'eau, en lui apportant le cas échéant ses calories ou frigories ou d'éventuels polluants (si la nappe est polluée) ou que les sédiments le sont. La loi de Darcy et d'autres permettent de modéliser ces deux types de flux et échanges.

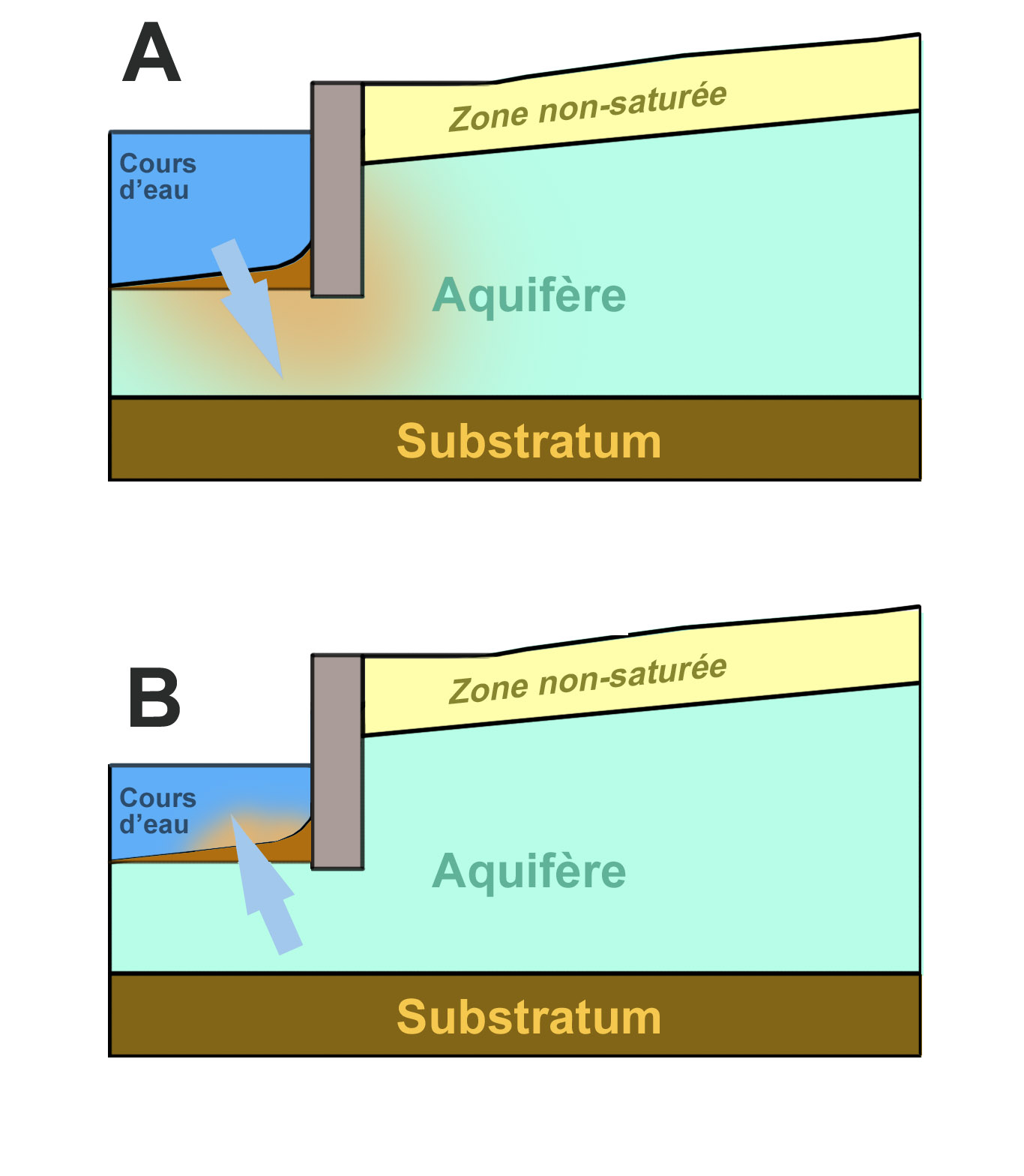
Même exemple que ci-dessus (également vu en coupe), mais dans le cas d'un cours d'eau canalisé dont la berge serait étanche et dont le fond serait constitué de sédiments pollués.
Dans la situation A, le flux peut transférer des polluants ou des propagules viraux ou bactériens du canal vers la nappe et en situation B la nappe va alimenter le canal, éventuellement en se chargeant de polluants lors de son passage au travers du sédiment.
La loi de Darcy est aussi utilisée pour modéliser ce type de transferts.

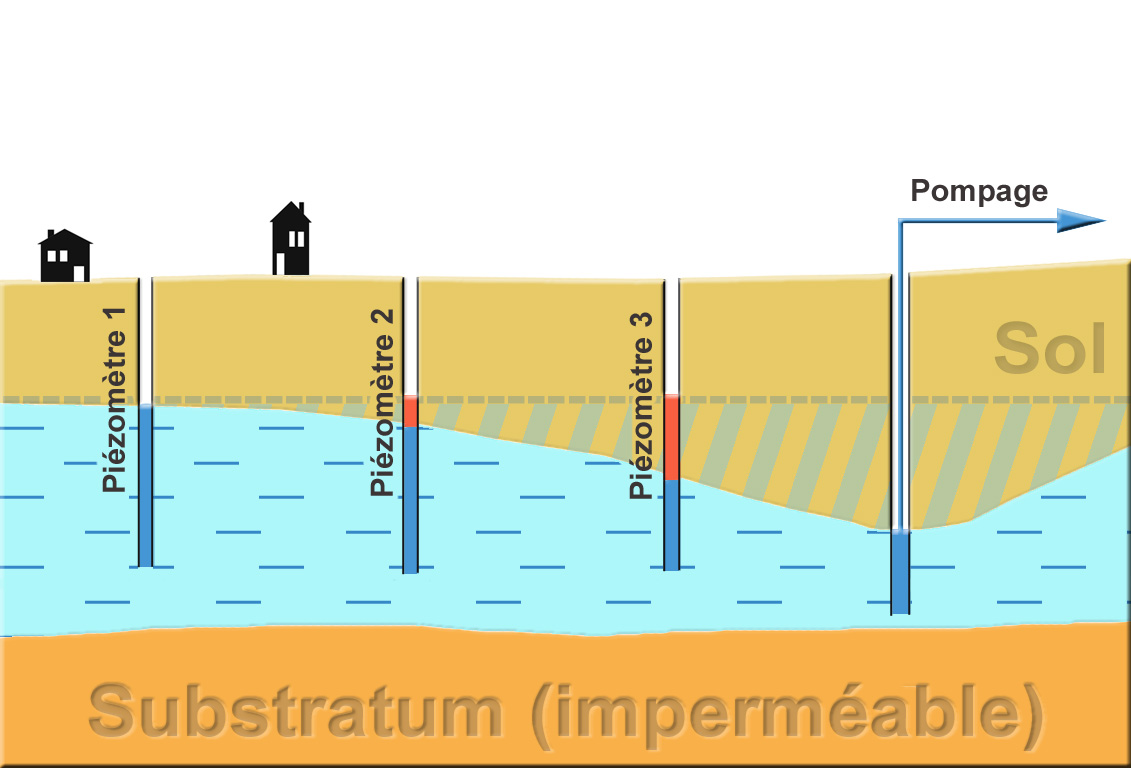
Si le substrat est homogène et que son coefficient de perméabilité est connu, la Loi de Darcy permet de prédire la hauteur d'eau des puits éloignés, parmi ces trois piézomètres posés à une certaine distance d'un forage actif (pompage d'eau de la nappe phréatique libre) permettent de mesurer l'importance du rabattement de nappe autour du point de captage. En rouge : le déficit par rapport au niveau théorique dit « niveau piézométrique zéro », ici figuré par le pointillé bleu horizontal, correspondant au plafond théorique de la nappe).

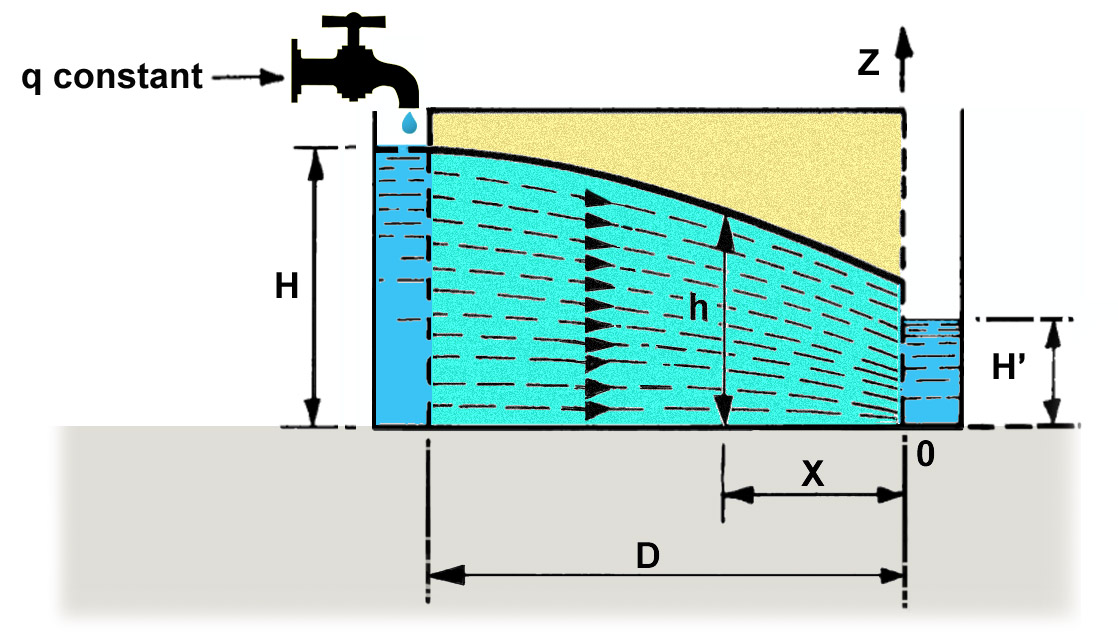
En 1861, Dupuit en prolongeant les travaux de Darcy suppose que dans le cas du drainage d'un fossé (ou d'un cours d'eau) par un autre parallèle au premier mais plus profond (ces deux fossés ayant des berges verticales et étant creusés jusqu'au substratum imperméable, ici représenté en gris), au travers d'un terrain homogène de perméabilité cinématique horizontale kh constante), avec un écoulement permanent en « régime de Darcy » et en considérant que l'écoulement dans la frange capillaire (ici non représentée) est négligeable, la hauteur piézométrique h à l'abscisse x est indépendant de Z, la hauteur au-dessus du substratum).

La loi de Darcy et ses dérivées (ex : Coefficient de Darcy-Weisbach, fonction non-linéaire) sont aujourd’hui constamment utilisées dans des domaines à enjeux forts pour la sécurité des travaux publics (transport, construction...), ainsi que pour l'alimentation en eau, en gaz et en pétrole et de nombreux domaines de la géotechnique et de l'industrie (quand la percolation, la filtration sont en jeu) ; les calculs quantitatifs de l'hydraulique, des sciences du sol, de la mécanique des roches, et de la gestion des risques pour calculer des coefficients de percolation, ou de circulation horizontale ou verticale de l'eau, selon la masse, la hauteur ou la pression d'un fluide présente en surface ou dans un milieu hydrophile, selon la porosité du milieu et selon la viscosité du fluide.
Elle permet notamment aux modèles hydrauliques de mieux prévoir la circulation de l'eau et des éléments qu'elle transporte dans les sols : dans un bassin hydrologique, l'eau s'écoule en effet en surface à partir des eaux météoriques et du ruissellement depuis le haut du bassin versant, mais elle s'infiltre aussi au travers de la surface topographique ; au travers des berges et à travers le fond du lit mineur (ou du lit majeur en cas de crue) vers les couches géologiques jouxtant le cours d'eau et/ou vers les couches profondes. De plus, (bien que cela soit une idée contre-intuitive) une partie de l'eau infiltrée dans le sol peut aussi remonter verticalement dans le sol ou dans une roche poreuse (par capillarité). Ces processus de ruissellement, stockage, infiltration et évaporation/évapotranspiration se déroulent en réalité conjointement et en interférant durant le cycle de l'eau, mais les modèles les découplent pour mieux quantifier les flux et/ou les énergies mises en action.
En complément de la loi de Darcy, des formulations mixte « pression-teneur en eau » de l'équation de Richards permettent de modéliser comme un unique domaine d'écoulement des zones totalement saturées, partiellement saturées ou non saturées (qui seraient par exemple respectivement 1) des volumes d'eau de surface (rivières, lacs, mares ou flaques), 2) des nappes perchées et 3) des nappes libres).
Des logiciels et des codes de calcul 3D (ex : « BIGFLOW ») permettent de faire des modélisations simplifiées en coupe 2D de problèmes d'écoulement dans le sol et sous sols, en simulant par exemple :
1. les échanges nappe → rivière et rivière → nappe durant et/ou après une averse ; C'est ainsi que l'on peut modéliser le « débit de base » dû à la recharge-décharge d'une nappe « drainée » par un cours d'eau[22]. Fréquemment (hormis si le substrat est très imperméable (granit dense, ou argile pure), la nappe alimente la rivière en été, et la rivière alimente la nappe en hiver ; Selon la loi de Darcy plus la hauteur d'eau est élevée au-dessus du fond, plus (toutes choses égales par ailleurs) la nappe sera alimentée, et inversement si la nappe est plus haute que le niveau piézométrique de la rivière, plus son niveau est haut, plus elle tendra à réalimenter la rivière. En présence de système karstique, des effets d'apports brutaux d'eau sont possibles à la suite de l'amorçage d'un siphon souterrain. Quand ces échanges d'eau sont importants, ils sont aussi source d'échanges salins et/ou thermiques pouvant interférer avec la biodiversité ou le développement de microbes dans l'eau (on a ainsi montré que quand la rivière – qui connaît des variations thermiques bien plus importantes que la nappe – alimente cette dernière, « la distance depuis la rive à laquelle subsiste un échauffement dans l'aquifère égale à la moitié de l'échauffement de la rivière »[23]. Ainsi en hiver le cours d'eau peut rafraichir la partie proche de la nappe avec laquelle il communique, alors qu'inversement en été, quand la nappe alimente la rivière, l'eau de nappe peut rafraichir la rivière de quelques degrés, ou être source de stratification thermique dans un lac).
Il existe parfois aussi des échanges biologiques entre le cours d'eau, la nappe superficielle, les compartiments sous-fluviaux et certaines annexes hydrauliques[note 1] ; ces échanges peuvent jouer un rôle important pour la biodiversité et les équilibres écologiques. On a montré que l'absence de prise en compte des échanges thermiques entre le fond d'un cours d'eau et l'eau pouvait conduire à une erreur de 2 °C de la part du modèle[23]. Si une nappe et un cours d'eau sont généralement à l'équilibre piézométrique, les transferts de calories/frigories de la rivière vers la nappe ne sont perceptibles qu'à quelques mètres des berges, mais si la rivière alimente fortement la nappe durant 1 à 2 ans, les perturbations thermiques peuvent se faire sentir jusqu'à plusieurs centaines de mètres[23]. En l'absence d'autres explications, des anomalies de températures en nappe ou rivière peuvent donc signer un transfert important d'eau (et éventuellement de polluant). Rem : En période de sécheresse et en aval de centrales nucléaires ou d'autres types de centrales thermiques la température peut s'élever de plus de 10 °C et des dérogations peuvent autoriser des rejets dépassant de plus de 10 °C la température autorisée de rejet
Les deux grands types d'échanges évoqués ci-dessus font que le cours d'eau, certaines pièces d'eau (mares, lacs) et la nappe ne devraient plus être considérés comme des systèmes indépendants, tout particulièrement en périodes de crues et d'étiage en région de plaine alluviale.
2. l'infiltration de l'eau à la surface d'un sol sableux en présence d'une « lentille d'argile » qui créerait une nappe perchée[22] ; par exemple en situation de crue ayant occasionné le débordement d'un cours d'eau[22] ou en situation d'installation d'un barrage artificiel, d'un barrage de castors ou d'un embâcle naturel qui aurait étendu la zone mouillée ;
3. « propagation d'un front de saturation dans les berges sèches d'un cours d'eau », phénomène théorisé et modélisé par Polubarinova-Kochina en 1962[24], qui peut avoir une grande importance pour l'agriculture, la sylviculture, les phénomènes de gonflement-rétraction de sols argileux, etc. qui survient par exemple « lors du passage d'une onde de crue ».

- le débit d'un puits ;
- le débit d'une source ou d'une fontaine ;
- les écoulements hypodermiques, écoulements en subsurface (via des calculs quantitatifs affinés d'écoulement de l'eau), ainsi que certaines zones d'« écoulement préférentiel »[25], ou le risque de pénétration d'un biseau salé dans un aquifère d'eau douce[26] ;
- la conductivité hydraulique horizontale (dont dans différents substrats lités ...)[27] ;
- d'évaluer aux échelles géopaysagères la quantité d'eau transitoirement apportée à la nappe phréatique par une crue, par exemple pour la nappe d'Alsace par une crue du Rhin, ou comment le Rhin peut drainer le sommet de cette nappe en période sèche quand il est à l'étiage[28] ;
- d'évaluer inversement la quantité d'eau apportée à un cours d'eau par la nappe au moment de l'étiage (par exemple quand la Loire est à l'étiage avec un débit de moins de 100 m3/s, elle reçoit en seulement quelques dizaines de kilomètres 8 m3/s de la nappe de la Beauce[23] qui percole dans le fleuve via son fond et ses berges)
- d'évaluer les quantités d'eau à injecter artificiellement dans une nappe alluviale pour combler le déficit causé par les détournements d'eau utilisé pour 75 000 ha de cultures irriguées et/ou pour la production d'hydroélectricité (par exemple de la Durance ; jusqu'à 114 m3/s)[29].
- d'évaluer les effets de l'urbanisation, la périurbanisation et l'imperméabilisation croissante des sols sur la recharge des nappes[30], tout en éclairant les aléa (risque naturel)s induits ou aggravés (inondation, ruissellement, glissement de terrain[31], érosion des sols, pollution par lessivage, etc.)
- d'évaluer la vulnérabilité à la pollution des aquifères alluviaux, de montagne notamment[32]
- de modéliser la dispersion dans le sous-sol[33] ou dans une nappe phréatique d'un panache de polluants solubles dans l'eau[34]
- de modéliser la circulation de l'eau, du gaz ou du pétrole dans une roche réservoir naturellement fragmentée[35] en fonction des propriétés des réseaux de fractures[36]

Elle intervient pour des calculs plus complexes, par exemple :
- calculs de coefficients de filtration, importants pour les filtres passifs, mais plus encore pour la filtration biologique, les sédiments de lagunages naturels et d'autres méthodes d'épuration par biofiltration d'eaux résiduaires industrielles, agroalimentaires ou urbaines[37],[38], ou de déplacement d'ondes et d'« amortissement » dans un milieu poreux saturé (stables ou déformables) en contexte de filtration dynamique par exemple modélisée par une « Loi de Darcy généralisée »[39]. Elle intervient aussi dans des domaines plus qualitatif comme le calcul du déplacement d'un panache salinisé[40] ou de pollution de l'eau dans une nappe, par exemple pour des déchets miniers[41]. Elle permet de caractériser les écoulements turbulents hydrauliquement lisses ou rugueux qui peuvent avoir une grande importance du point de vue du rendement dans les échangeurs thermiques[42], les capteurs solaires plan à eau (ou autre fluide)[43] et pompes à chaleur par exemple[44].
- la modélisation de turbulences macroscopiques dans une roche poreuse jugée indéformable ; phénomène important pour l'exploitation de la géothermie[45],[46] ;
- la modélisation simplifiée des risques de transfert de particules radioactives vers le sous-sol et les nappes à partir d'un stockage souterrain de déchets nucléaires[47];
- mieux comprendre les effets de la dissolution sur une roche en qui concerne la modification de sa perméabilité, de sa porosité et de sa réactivité chimique (par modification des surfaces réactives au sein de cette roche)[48].

En contextes de rabattement de nappe (nappe captive ou libre) par puits ou drainage, l'hydrogéologue utilise aussi l'« approche simplifiée de Dupuit » (1863) qui considère que l'on peut en quelque sorte modéliser un cône de rabattement autour d'un puits ou une zone de rabattement vers un canal de drainage en « nappe à filets convergents »,. L'équation de Laplace et d'autres peuvent aussi être mobilisée pour des calculs plus complexes.
La loi de Darcy peut enfin éclairer des phénomènes biologiques et processus de type biomécanique (mécanobiologie) impliquant la circulation (avec filtration ou échanges) d'un fluide (corporel ou extérieur comme l'eau) dans des tissus vivants et poreux, peu ou lentement déformables et anisotropique. C'est le cas du passage de fluides dans la partie spongieuse de l'os par exemple, ou encore du passage de l'eau dans les tissus filtrant d'une éponge vivante, qui se nourrit en filtrant l'eau dans son propre corps. Ces phénomènes intéressent aussi certains domaines des nanotechnologies ou de la biomimétique.

## Autres exemples d'application
La loi de Darcy éclaire aussi les techniques d'imperméabilisation par percolation d'un imperméabilisant dans un matériau poreux (brique, plâtre, ciment...), la circulation de la molécule ou nanoparticule imperméabilisante pouvant être « forcée » par électrokinésie, au sein d'un béton par exemple.

## Limites
Les équations simples telles que celles de la « loi de Darcy » ne s'appliquent plus en « conditions limites », par exemple quand l'eau s'apprête à geler ou qu'elle se transforme en vapeur ou que la pression est très forte ou quand le substrat est animé d'un mouvement (ex : phénomène de « liquéfaction du sol » durant un tremblement de terre). Dans certaines de ces conditions, le milieu lui-même est modifié, apparaissent alors des phénomènes de fracturation, cisaillement ou fluidisation ou encore de « renardage » qui pour leurs calculs mobilisent d'autres équations de la dynamique des fluides et de la physique des matériaux.